# Göran Boije
Göran Nilsson Boije von Gennäs (schwedisch Göran Nilsson Boije af Gennäs; * um 1540; † 7. Dezember 1617 in Gennäs) war ein schwedischer Diplomat, Feldmarschall und Gouverneur.

## Leben

### Herkunft und Familie
Göran war Angehöriger des schwedischen Adelsgeschlechts Boije af Gennäs. Er war ein Sohn des schwedischen Staatsmannes Nils Andersson Boije († 1568) und der Brita Christiernsdotter, geborene Horn af Kanckas († 1580). Göran vermählte sich in erster Ehe 1592 mit Anna Göransdotter Gyllenmåne till Högsjögård und in zweiter Ehe noch 1616 mit Magdalena Schade. Aus erster Ehe sind neun Kinder hervorgegangen.

### Werdegang
Boije wurde 1564 als Rittmeister zuerst genannt. Im Jahre 1566 wurde er auf eine diplomatische Mission nach Frankreich gesandt. Er kämpfte in mehreren Nordischen Kriegen und war maßgeblich an verschiedenen damit im Zusammenhang stehenden diplomatischen Verhandlungen mit Russland beteiligt. 1576 war schwedischer Feldmarschall allen Kriegsvolkes in Finnland und von 1577 bis 1580, noch einmal von 1582 bis 1583 schwedischer Statthalter in Reval sowie von 1592 bis 1600 schwedischer Gouverneur in Estland. Er wurde im ausgehenden Jahr 1584 Oberbefehlshaber der Festungen von Wiborg, Nyslott und Kexholm. Zum Lagman wurde er 1585 bestellt und avancierte schließlich 1602 zum Reichsrat.
Göran war Erbherr auf Gennäs bei Pojo und Kulla bei Fellin, sowie in den 1590er Jahren auch auf den Gütern Hageweide und Löwenwolde in Jerwen. Er wurde in der Kirche von Pojo begraben.